# Las Entradas
Las Entradas es una localidad española del municipio de Ampuero, perteneciente a la comunidad autónoma de Cantabria. 

## Geografía
Esta localidad está situada a 220 m s. n. m., y a 4 km de la capital municipal, Ampuero.

## Historia
Hacia mediados del siglo XIX, el lugar era referido como un barrio ya por entonces perteneciente al municipio de Ampuero. En 2023, la entidad singular de población de Las Entradas tenía empadronados 4 habitantes, todos ellos en diseminado.